# 永恒格斗Zero
永恒格斗Zero（Eternal Fighter ZERO）是日本同人团体黃昏邊境（黄昏フロンティア）推出的第一套同人格斗游戏，并曾在日本同人界获得巨大人气从而带起人们对《MOON.》，《ONE～光辉的季节～》，《Kanon》跟《AIR》的游戏作二次创作的热潮。本游戏除了在当时来说相当华丽的画面跟招数外，各有特色的女角色们使出各种各样的招数吸引着热爱原作的爱好者。在强大的游戏系统下，玩家们可以享受紧张的对战和华丽的连招，从而令此游戏添加更多色彩。

## 版本歷史
遊戲的五個版本從舊到新分別為：
- Eternal Fighter Zero
- Eternal Fighter Zero -RENEWAL-
- Eternal Fighter Zero: Blue Sky Edition
- Eternal Fighter Zero: Bad Moon Edition
- Eternal Fighter Zero -Memorial-

## 外部連結
- （日語）Eternal Fighter ZERO 官方網站 （页面存档备份，存于）